# Petar Merkov
Petar Jristov Merkov –en búlgaro, Петър Христов Мерков– (Plovdiv, 3 de noviembre de 1973) es un deportista búlgaro que compitió en piragüismo en la modalidad de aguas tranquilas.
Participó en los Juegos Olímpicos de Sídney 2000, obteniendo dos medallas de plata en las pruebas de K1 500 m y K1 1000 m. Ganó tres medallas en el Campeonato Mundial de Piragüismo entre los años 1999 y 2002, y ocho medallas en el Campeonato Europeo de Piragüismo entre los años 1999 y 2002.

## Palmarés internacional
| Juegos Olímpicos   | Juegos Olímpicos   | Juegos Olímpicos  | Juegos Olímpicos |
| Año                | Lugar              | Medalla           | Competición      |
| ------------------ | ------------------ | ----------------- | ---------------- |
| 2000               | Sídney (Australia) | Medalla de plata  | K1 500 m         |
| 2000               | Sídney (Australia) | Medalla de plata  | K1 1000 m        |
| Campeonato Mundial |                    |                   |                  |
| Año                | Lugar              | Medalla           | Competición      |
| 1999               | Milán (Italia)     | Medalla de plata  | K1 500 m         |
| 2002               | Sevilla (España)   | Medalla de plata  | K1 500 m         |
| 2002               | Sevilla (España)   | Medalla de bronce | K4 1000 m        |
| Campeonato Europeo |                    |                   |                  |
| Año                | Lugar              | Medalla           | Competición      |
| 1999               | Zagreb (Croacia)   | Medalla de oro    | K1 500 m         |
| 1999               | Zagreb (Croacia)   | Medalla de plata  | K4 500 m         |
| 1999               | Zagreb (Croacia)   | Medalla de plata  | K4 1000 m        |
| 2000               | Poznań (Polonia)   | Medalla de plata  | K1 1000 m        |
| 2000               | Poznań (Polonia)   | Medalla de bronce | K1 500 m         |
| 2000               | Poznań (Polonia)   | Medalla de bronce | K4 1000 m        |
| 2002               | Szeged (Hungría)   | Medalla de plata  | K1 500 m         |
| 2002               | Szeged (Hungría)   | Medalla de bronce | K4 1000 m        |